# Srečko Kosovel
Srečko Kosovel est un poète slovène, né à Sežana le 18 mars 1904 et mort à Tomaj le 27 mai 1926, à l'âge de 22 ans. Poète visionnaire, avant-gardiste, il a écrit plus de 1 000 poèmes, quelques textes en prose et divers articles dont la plupart publiés après sa mort.

## Vie
Srečko Kosovel est né le 18 mars 1904 à Sežana dans le Karst slovène. Il était le cinquième et le dernier enfant d'Anton et Katarina Kosovel (née Streš). Peu après sa naissance, toute la famille déménage à Pliskovica. Son père était instituteur et chef de chorale, et sa mère, âgée de 40 ans à sa naissance, venait d'une riche famille de Trieste. En 1908, la famille déménage à Tomaj où le père obtient un poste d'instituteur. Le premier écrit de Kosovel a été publié alors qu'il n'avait que 11 ans dans le journal pour enfants Zvonč. Il y décrivait la ville de Trieste où il allait souvent, enfant, en compagnie de son père et qui tiendra une place spéciale dans son cœur et dans son œuvre.
Ayant achevé l'école élémentaire, il s'inscrit en 1916 au lycée à Ljubljana, où il déménage avec sa sœur aînée Anica. Plus tard en 1922, il se décide pour des études de slavistique, de romanistique et de pédagogie à l'université. Il collabore à la revue avant-gardiste Tri labodi (« Les Trois Cygnes ») qui avait commencé à paraître en 1921 à Novo Mesto. Il crée ensuite avec son ami Ciril Debevec le cercle littéraire Ivan Cankar, avant de fonder en 1925 la revue Mladina (« Jeunesse »). La revue soutient ce qu'elle appelle le progrès social et s'oppose au recours à la guerre et à la remilitarisation de l'Europe. Kosovel en restera le principal éditeur jusqu'à sa mort, due à une méningite, en 1926.

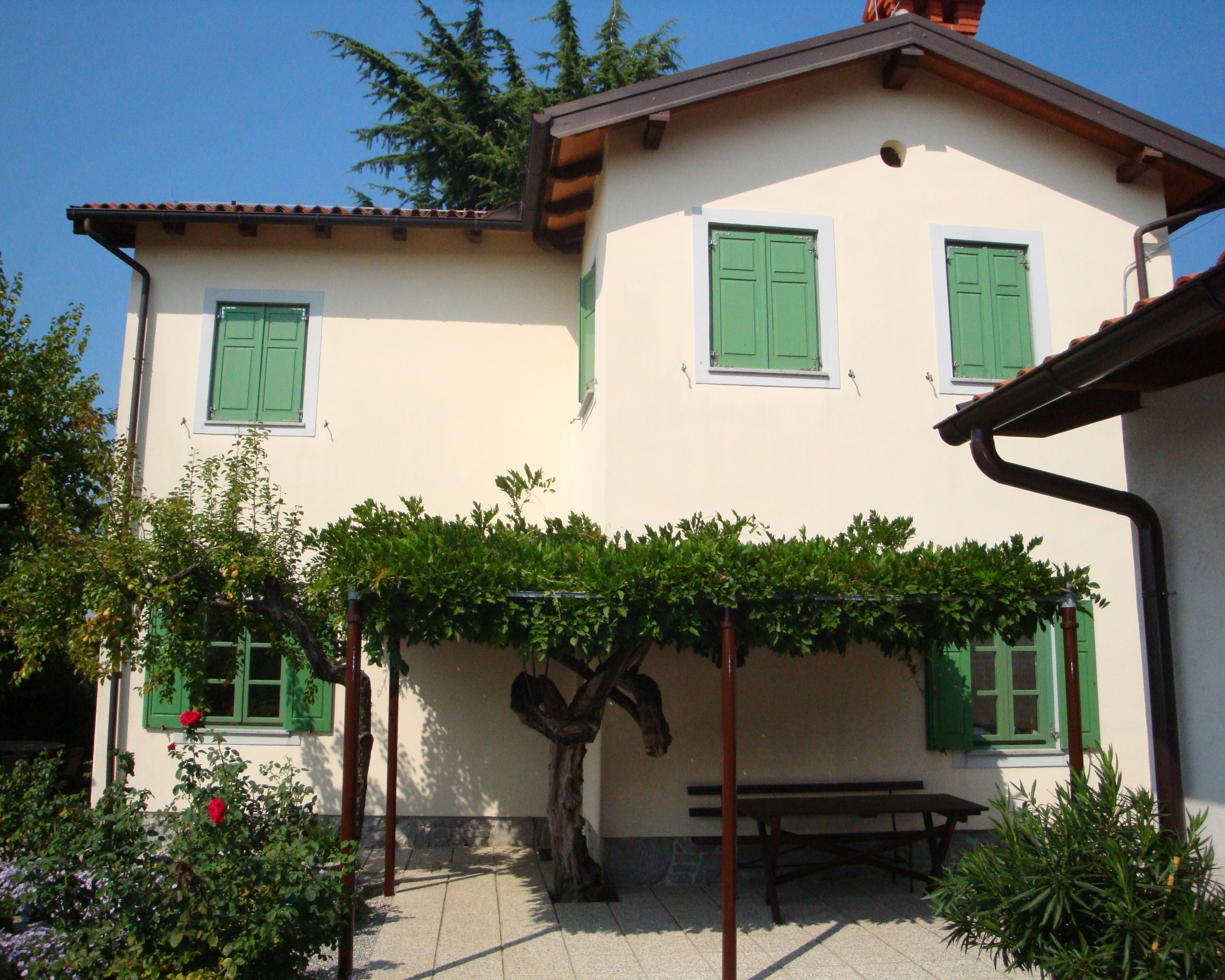
La maison où Srečko Kosovel a passé son enfance, à Tomaj

## Œuvre
Au début ses créations sont surtout influencées par les modernes et l'impressionnisme et les thèmes prédominants en sont le Karst, la figure de la mère et la mort. Plus tard il se rapproche de l'expressionnisme, et les impressions fugitives laissent place à l'expression crue des sentiments. Il développe une thématique visionnaire, sociale et religieuse avec en son centre l'idée d'une apocalypse personnelle et collective qui porterait en elle la purification des fautes et l'établissement d'un nouvel eros.
En 1925, il commence à composer ses célèbres konse, apocope de konstrukcije (« constructions ») qui le rapproche d'un troisième grand courant littéraire, le constructivisme. Ces poèmes seront publiés à titre posthume dans le recueil Integrali 26.

## Œuvres

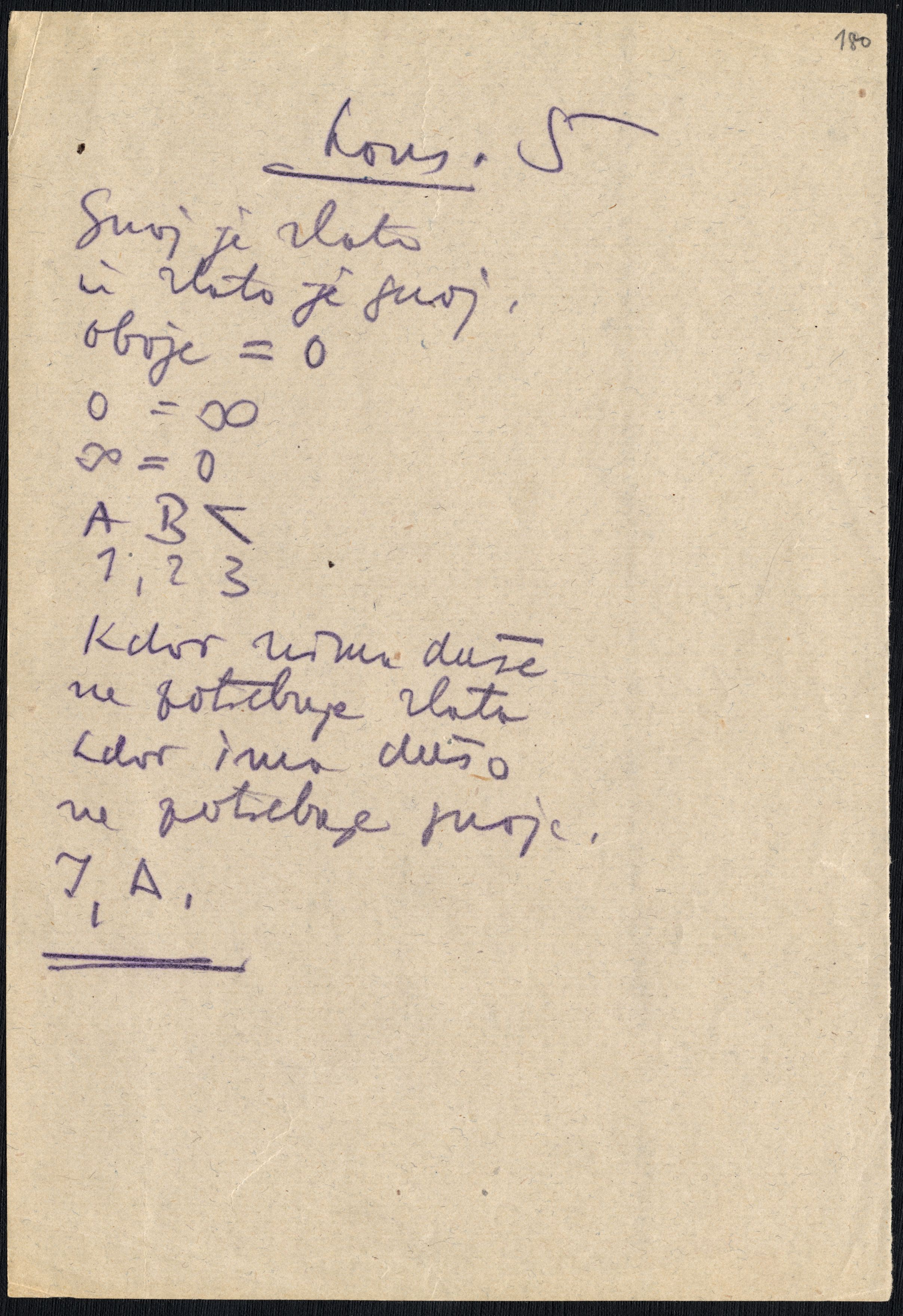
Manuscrit de Kons 5

- Pesmi (1927)
- Izbrane pesmi (1931)
- Zbrano delo I (1946)
- Izbrane pesmi (1949)
- Zlati čoln (1954)
- Moja pesem (1964)
- Ekstaza smrti (1964)
- Integrali 26 (1967)
- Zbrano delo II (1974)
- Zbrano delo III (1977)